# Urna electoral
|  | Per a altres significats, vegeu «Urna funerària». |

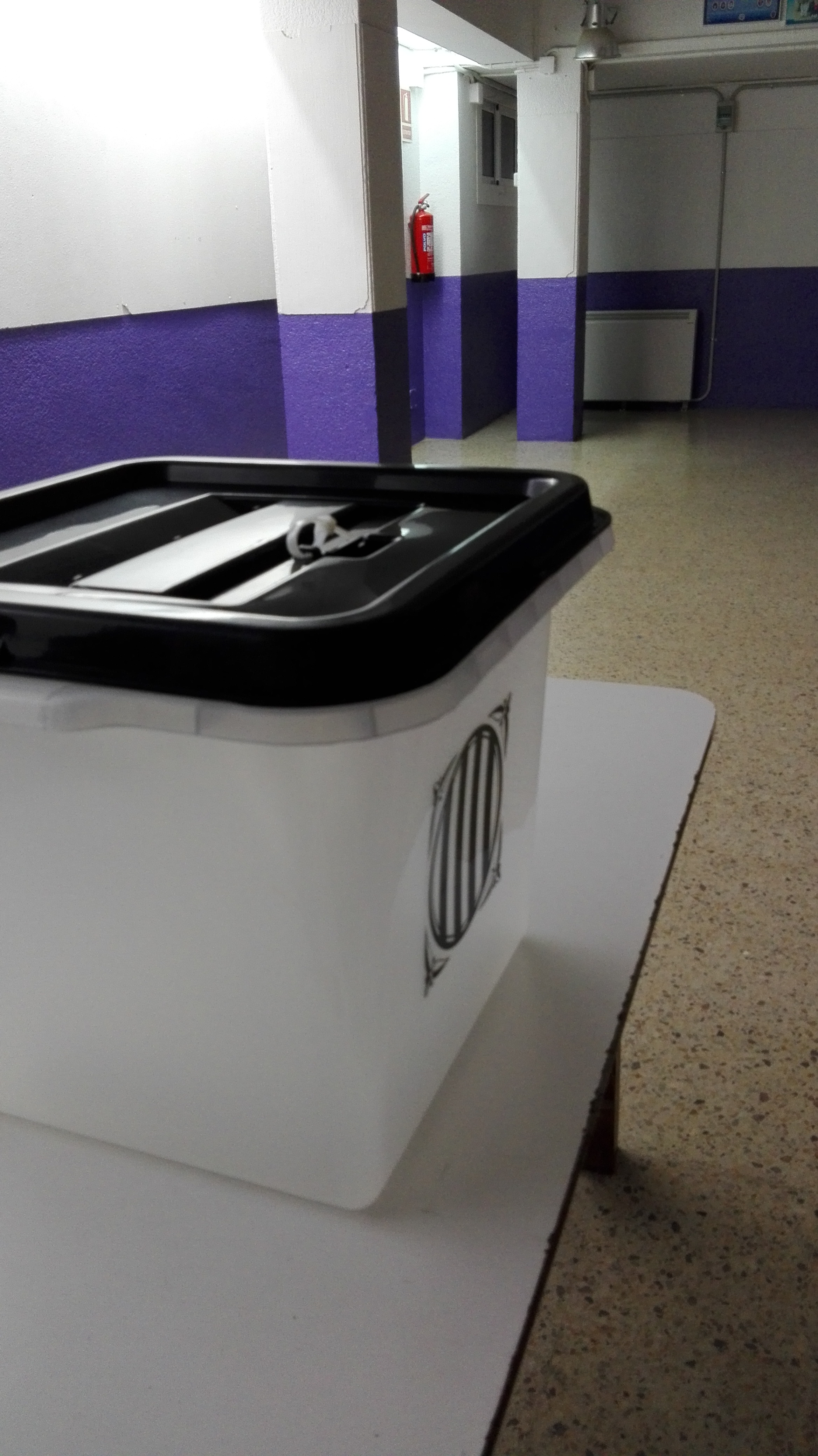
Urna del Referèndum sobre la independència de Catalunya del 2017

Una urna és un recipient temporalment segellat, generalment en forma de paral·lelogram, encara que de vegades és tan sols una bossa resistent. Té una ranura estreta, generalment situada a la part superior, que és prou llarga com per permetre el pas d'una papereta de vot en unes eleccions. Aquesta ranura, però, impedeix que qualsevol persona pugui tenir accés als vots introduïts fins al tancament del període de votació.
L'objectiu de la utilització d'una urna és oferir un mitjà de comptabilitat de les veus que dona confiança perquè és alhora simple, verificable, i secret.

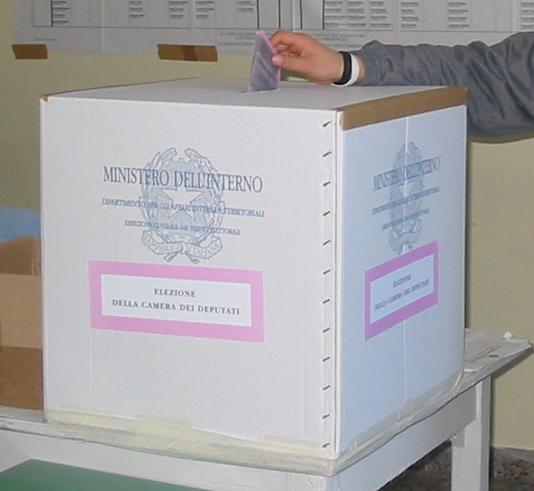
Urna italiana

L'urna es col·loca generalment en un col·legi electoral o ambaixada, encara que en alguns països, especialment Irlanda i Rússia, també poden existir urnes que es porten a les llars d'aquelles persones que no siguin capaces de desplaçar-se fins al col·legi electoral. Quan s'utilitzen paperetes de vot molt grans, pot haver-hi un mecanisme d'alimentació que ajudi la papereta a entrar a la caixa.
De vegades s'utilitzen urnes transparents perquè el públic pugui testificar que la caixa està buida abans del començament de l'elecció (és a dir, que no està plena de vots fraudulents). No obstant això, és bastant freqüent l'ús d'urnes consistents simplement en una caixa de cartró.
Al tancament de l'elecció totes les urnes es poden portar un sol lloc on es porta a terme el recompte o escrutini i es declara el resultat. Una altra possibilitat és que les urnes s'obrin en el mateix col·legi electoral i, finalitzat l'escrutini, els col·legis anuncien els resultats i els comuniquen a la junta electoral.,
En alguns països i jurisdiccions les urnes s'estan quedant abandonades a causa de l'increment del sistema de votació electrònica que no requereix paper, encara que en altres països el vot electrònic no s'usa (Alemanya) o és objecte de polèmiques (França). L'oposició entre els dos sistemes és basada al voltant dels conceptes de secret, del cost, de transparència, de confiança i de prova física.

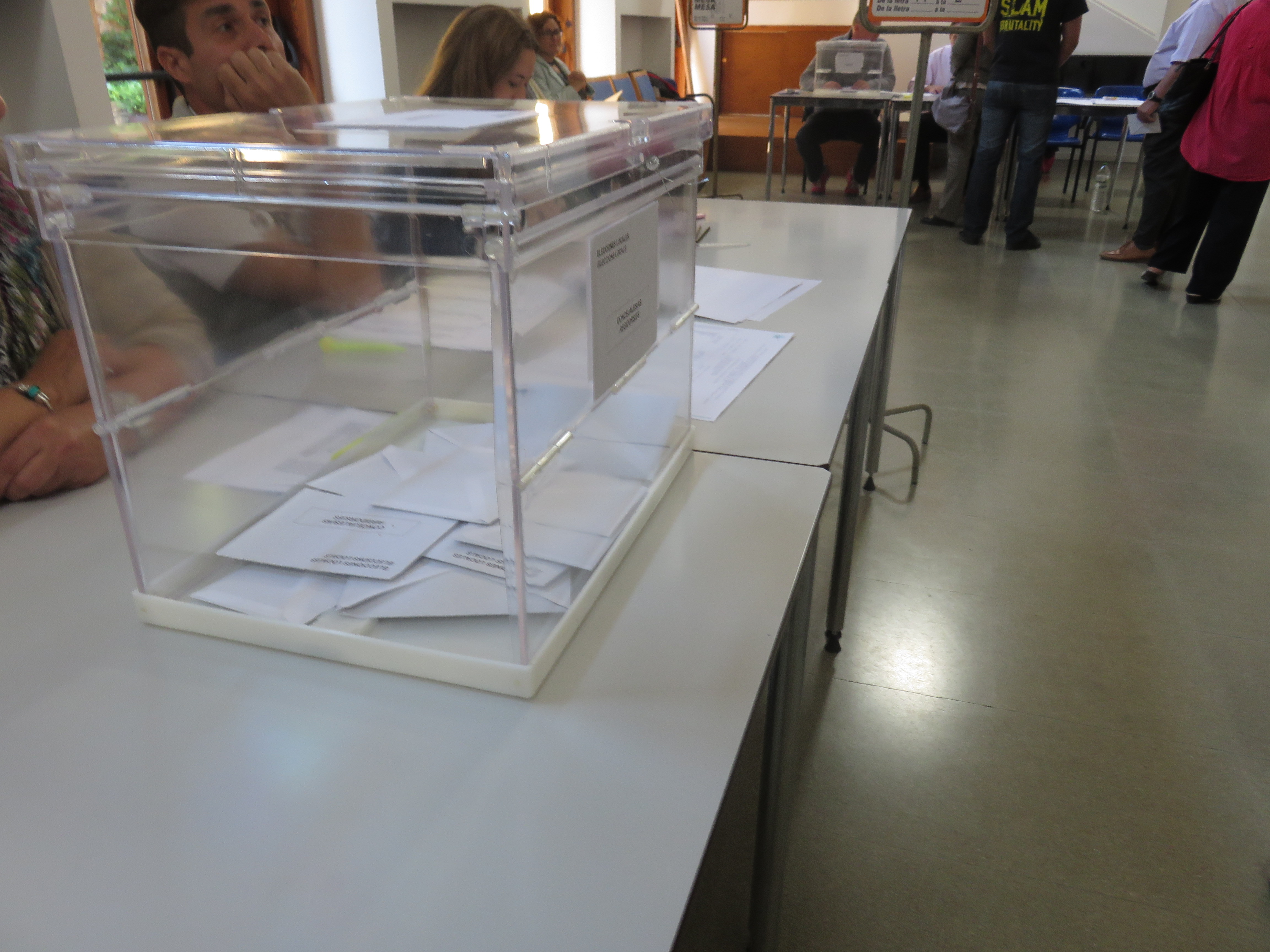
Urna electoral a Begur durant les eleccions locals de 2015

Les urnes transparents estan generalment fabricades en metacrilat.

## Història
Les urnes electorals van aparèixer per primera vegada a l'antiga Grècia, en el 530 aC. Els governants eren elegits mitjançant unes tauletes de fusta on els votants escrivien un candidat i després les introduïen en unes caixes amb una ranura, que eren dutes a la plaça central, on es comptaven els vots. La primera utilització del vot en paper va tenir lloc a Toledo el 1465, quan va aparèixer la corregidura, on es van presentar dos corregidors: el Duc de Toledo, Jaime de Montrañón i el Baró de Ciudad Real, Fernando Riopozuelo. Jaime de Montrañón va rebre 45.952 vots enfront de 30.106 de Fernando Riopozuelo.

## Normativa espanyola
Segons es pot consultar al BOE i al DOGC, les urnes electorals cal que acompleixin els següents punts :
- L'urna està fabricada d'un material transparent i resistent. Aquest material és poliestirè o un altre material de resistència igual o similar.
- Les mesures interiors són 42 cm de llarg, 31 cm d'alt i 29 cm d'ample. Les mesures exteriors no excedeixen en 3 cm les mesures interiors.
- Consten del menor nombre possible de peces per a facilitar-ne el muntatge correcte.
- Un cop muntada, cal que sigui inviolable mitjançant un segellat.
- Un cop inserida la tapa, es garanteix un encaix perfecte amb la resta de l'urna, formant una sola peça. Cal que es puguin apilar unes damunt les altres per a facilitar-ne el procés de muntatge.
- La tapa de l'urna disposa d'una ranura en el centre de 18 cm i 0,5 cm d'obertura.
- El segellament es fa amb sengles orificis que permetin un segellat adequat. Cal que no sobresurtin lateralment. Vegeu la figura de les cites.
- Un cop desmuntada, ocupa el menor espai possible per a facilitar-ne l'emmagatzemament.
- Es desitjable que sigui reutilitzable (múltiples usos) i reciclable (quan se n'ha acabat el cicle de vida).